# NGC 3696
NGC 3696 is een spiraalvormig sterrenstelsel in het sterrenbeeld Beker. Het hemelobject werd in 1886 ontdekt door de Amerikaanse astronoom Francis Preserved Leavenworth.

## Synoniemen
- PGC 35340